# شهرستان یوتا (یوتا)

شهرستان یوتا، یوتا یکی از شهرستان‌های ایالت یوتا است. جمعیت این شهرستان بر طبق برآوردهای اداره آمار آمریکا در سال ۲۰۱۰ برابر بود با ۵۱۶.۵۶۴ نفر که با این رقم دومین شهرستان پرجمعیت در این ایالت محسوب می‌شود. در واقع مرکز تجمع جمعیت در قسمت میانه یوتا در این قسمت تشکیل شده. مرکز این شهرستان و بزرگ‌ترین شهرش نیز پرووو نام دارد.
این شهرستان همچنین جزء شش شهرستان در سرتاسر آمریکا است که دقیقاً هم‌نام ایالت خودش اشت.

## پیوند
- وب‌گاه رسمی